# Пам'ятник Степанові Бандері (Львів)
Пам'ятник Степа́нові Банде́рі у Льво́ві — фігура Степана Бандери в повний зріст за нею стоїть Стела української державності. Встановлений 13 жовтня 2007 року.

## Опис
Пам'ятник — фігура Степана Бандери в повний зріст заввишки 7 метрів. За нею стоїть Стела Української державності — 30-метрова тріумфальна арка на 4 колонах: тризуб з рельєфами та тріумфальна арка на чотирьох опорах, кожна з яких символізує певний час української історії: 
- Перша опора — княжий період - Київська Русь; Королівство Русь; Велике Князівство Литовське, Руське, Жемайтіське та ін.
- Друга опора  — період козацтва - Військо Запорозьке, Гетьманщина
- Третя опора — період Української Народної Республіки, Західноукраїнської Народної Республіки, Визвольні змагання (1938—1950)
- Четверта опора  - сучасність України

Загальна кошторисна вартість робіт по спорудженню — понад 8,5 млн гривень, самої скульптури — 400 тисяч гривень.

## Історія
Проєкт монумента затвердили після семи конкурсів 2002 року. Переміг проєкт скульптора Миколи Посікіри і архітектора Михайла Федика. Будівництво було розпочато наприкінці 2003 року.
Офіційне відкриття пам'ятника відбулося 13 жовтня 2007 року  напередодні свята Покрови Пресвятої Богородиці й було присвячене до ювілею Української повстанської армії, оскільки 14 жовтня 1942 року в ОУН-УПА вважають датою створення цих формувань. 
У відкритті пам'ятника взяли участь  голова організаційного комітету зі спорудження пам'ятника Андрій Парубій, депутати львівського міської й обласної рад, народні депутати України Тарас Стецьків та Андрій Шкіль, голова Львівської облдержадміністрації Петро Олійник, голова Львівської обласної ради Мирослав Сеник,та цілий ряд громадських організацій й звичайних людей. У ході відкриття двоє пластунів з куреня ім. С. Бандери несли дві капсули із землею з місця народження та могили С. Бандери. Ці капсули було вмонтовано у підніжжя пам'ятника. 

### Вандалізм
- 5 лютого 2021 року о 00:13 ночі двоє невідомих пошкодили пам’ятник обливши червоною фарбою.[3]

## Світлини

Пам'ятник Степанові Бандері в день відкриття (13 жовтня 2007)
Пам'ятник Степанові Бандері (2010)
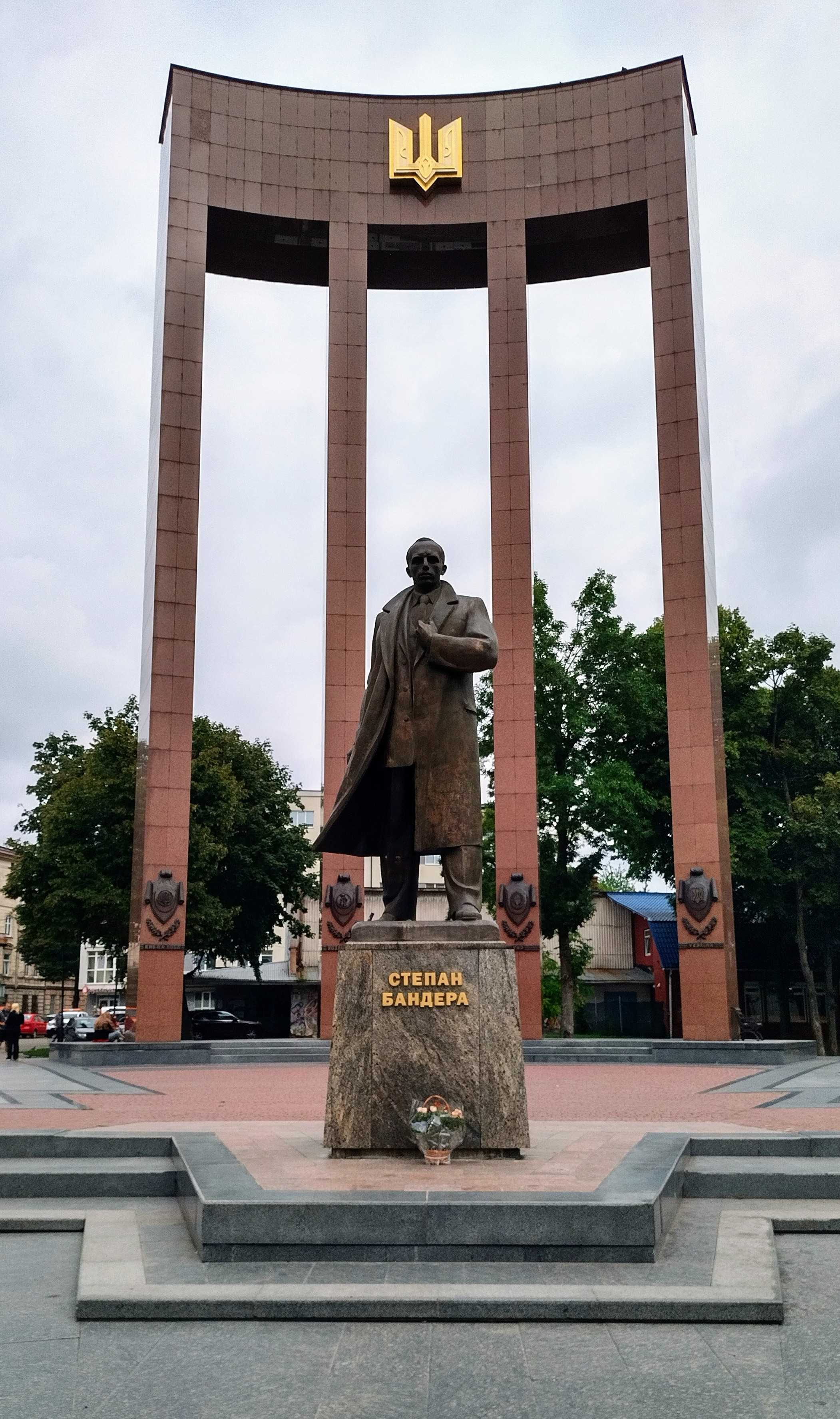
Пам'ятник Степанові Бандері (2022)
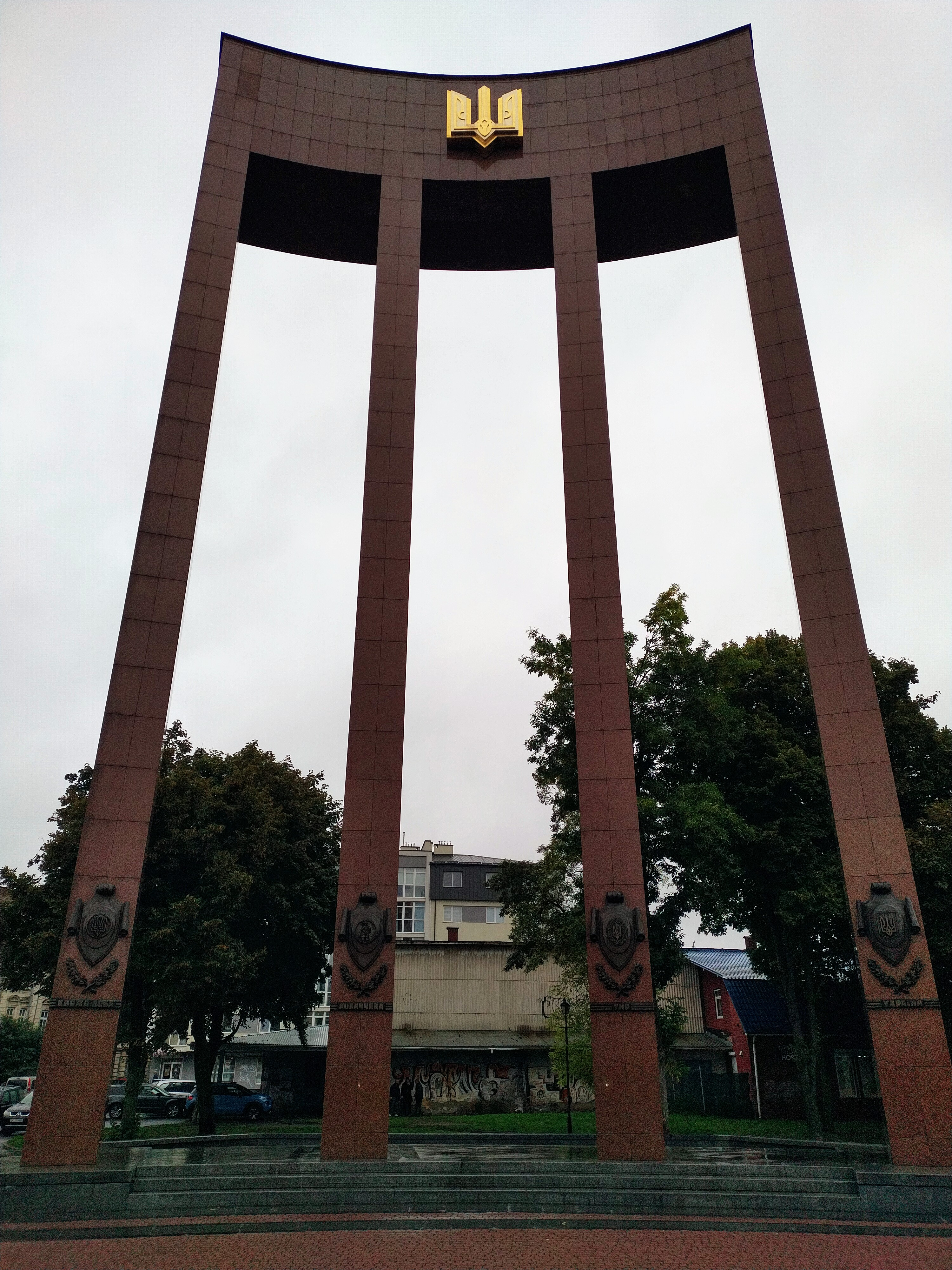
Стела української державності